# دین ودایی

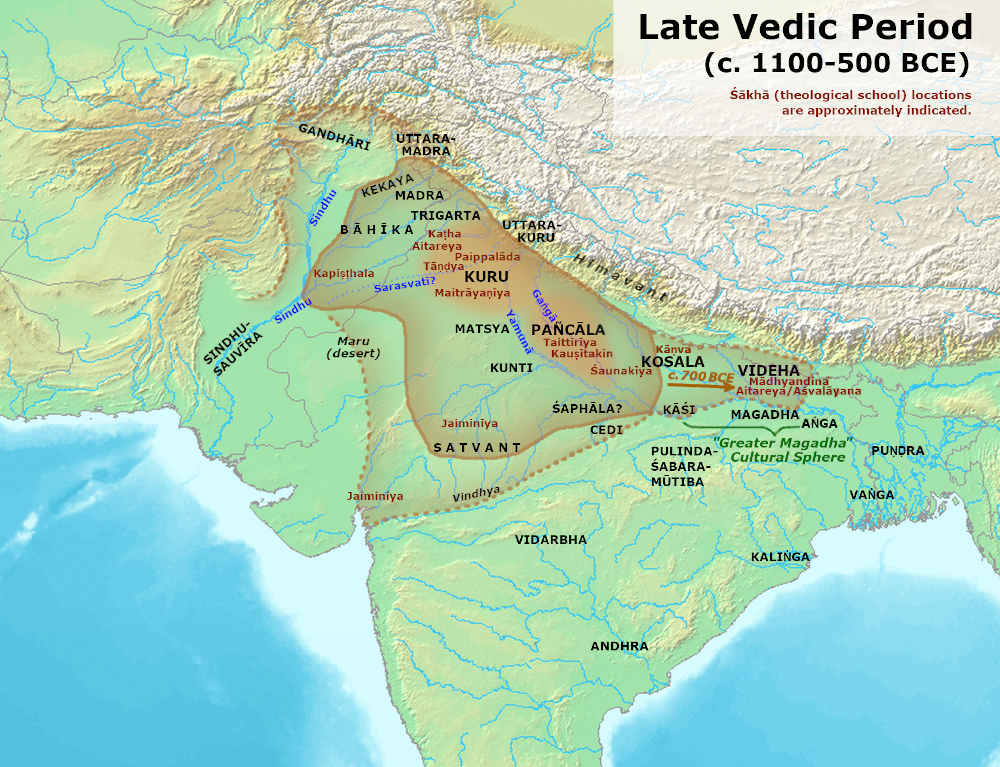
گسترش فرهنگ ودایی در اواخر دوره ودایی. آریاورته محدود به شمال غربی هند و دشت غربی گنگ بود، در حالی که مگده بزرگ در شرق توسط هندوآریایی‌های غیر ودایی اشغال شده بود. محل شاخهها با رنگ عنابی مشخص شده است.

دین ودایی تاریخی که ودایی‌گری یا ودیسم و گاهی هندوئیسم باستان یا هندوئیسم ودایی نیز نامیده می‌شود، شامل ایده‌ها و اعمال دینی رایج در میان برخی از مردم هندوآریایی شبه‌قاره شمال غربی هند (پنجاب و دشت غربی رود گنگ) در طول دوره ودایی (الگو:حدوداً ۱۵۰۰–۵۰۰ پیش از میلاد) بود. این ایده‌ها و اعمال در متون ودایی یافت می‌شوند و برخی از آیین‌های ودایی هنوز هم امروزه انجام می‌شوند. دین ودایی یکی از سنت‌های اصلی است که هندوئیسم مدرن را شکل داد، اگرچه هندوئیسم امروزی به طور قابل توجهی با دین ودایی تاریخی متفاوت است.
دین ودایی ریشه در فرهنگ و دین هند و ایرانی فرهنگ‌های سینتاشتا (الگو:حدوداً ۲۲۰۰–۱۷۵۰ پیش از میلاد) و آندرونووو (الگو:حدوداً ۲۰۰۰–۱۱۵۰ پیش از میلاد) استپ اوراسیا دارد. این دین هند و ایرانی "باورها و اعمال دینی متمایزی" از فرهنگ باختر-مرو (BMAC؛ ۲۲۵۰–۱۷۰۰ پیش از میلاد) غیر هندوآریایی جنوب آسیای مرکزی اقتباس کرد، زمانی که قبایل دامدار هندوآریایی در اوایل هزاره دوم پیش از میلاد به عنوان یک قوم جداگانه در آنجا ساکن شدند. از BMAC قبایل هندوآریایی مهاجرت کردند به منطقه شمال غربی شبه‌قاره هند، و دین ودایی در آنجا در دوره ودایی اولیه (الگو:حدوداً ۱۵۰۰–۱۱۰۰ پیش از میلاد) به عنوان گونه‌ای از دین هندوآریایی، تحت تأثیر بقایای اواخر تمدن دره سند (۲۶۰۰–۱۹۰۰ پیش از میلاد) توسعه یافت.
در دوره ودایی متأخر (حدود ۱۱۰۰–۵۰۰ پیش از میلاد)، برهمانیسم از دین ودایی نشأت گرفت و به عنوان ایدئولوژی پادشاهی کورو-پانچالا گسترش یافت و پس از زوال پادشاهی کورو-پانچالا و تسلط حوزه فرهنگی غیرودایی مگده، به منطقه وسیع‌تری گسترش یافت. برهمانیسم یکی از تأثیرات عمده‌ای بود که هندوئیسم معاصر را شکل داد، زمانی که با میراث دینی غیرودایی هندوآریایی دشت شرقی گنگ (که بودیسم و جینیسم نیز از آن نشأت گرفتند) و با سنت‌های دینی محلی ترکیب شد.
آیین‌ها و قربانی‌های خاص دین ودایی شامل، از جمله موارد دیگر: آیین‌های سوما؛ آیین‌های آتش شامل پیشکش‌ها (هاویر)؛ و اشوامده (قربانی اسب). مراسم تدفین و همچنین سوزاندن جسد از دوره ریگودا دیده می‌شود. خدایان مورد تأکید در دین ودایی شامل دیائوس، ایندره، آگنی، رودره و وارونه هستند، و مفاهیم مهم اخلاقی شامل ساتیا و ریتا می‌شوند.

## اصطلاح‌شناسی

### ودیسم و برهمانیسم
«ودیسم» به قدیمی‌ترین شکل دین ودایی اشاره دارد، زمانی که هندوآریایی‌ها در هزاره دوم پیش از میلاد در چندین موج وارد دره رود سند شدند. «برهمانیسم» به شکل توسعه‌یافته‌تر دوره ودایی متأخر اشاره دارد که در حدود ۱۰۰۰ پیش از میلاد در حوضه گنگ شکل گرفت. به گفته هسترمن، «به دلیل اهمیت دینی و قانونی که برای طبقه برهمن (روحانی) جامعه قائل است، به طور غیررسمی به عنوان برهمانیسم شناخته می‌شود.» در دوره ودایی متأخر، برهماناها و اوپانیشادهای اولیه تألیف شدند. هم وادیسم و هم برهمانیسم وداها را مقدس می‌دانند، اما برهمانیسم فراگیرتر است و آموزه‌ها و مضامینی فراتر از وداها را با اعمالی مانند پرستش معبد، پوجا، مراقبه، ترک دنیا، گیاهخواری، نقش گورو و دیگر عناصر غیرودایی مهم در زندگی دینی هندو در بر می‌گیرد.

### هندوئیسم باستان و هندوئیسم ودایی
اصطلاحات «هندوئیسم باستان» و «هندوئیسم ودایی» نیز در اشاره به دین ودایی باستان به کار رفته‌اند.
به گفته هاینریش فون اشتینتکرون، در نشریات غربی قرن نوزدهم، اعتقاد بر این بود که دین ودایی متفاوت و بی‌ارتباط با هندوئیسم است. در عوض، تصور می‌شد که هندوئیسم از طریق فرقه‌های مبتنی بر پوروهیتا، تنتراها و باکتی با حماسه‌های هندو و پوراناها مرتبط است. در واکنش به استعمار غربی و تبلیغات (پروتستان)، جنبش‌های اصلاحات هندو مانند براهما سماج و نئو-ودانتا در اواخر قرن نوزدهم و اوایل قرن بیستم، «خرافات» هندوئیسم پورانیک را که به نظر آنها از میراث ودایی منحرف شده بود، رد کردند و در عوض، بازگشت به وداها و احیای یک هندوئیسم باستانی «تصوری» اصیل، عقلانی و یکتاپرست را با جایگاهی برابر با مسیحیت پروتستان تبلیغ کردند.
در قرن بیستم، تأکید نئو-هندو بر ریشه‌های ودایی و درک بهتر دین ودایی و میراث و الهیات مشترک آن با هندوئیسم معاصر، باعث شد که محققان دین ودایی تاریخی را به عنوان نیای هندوئیسم مدرن در نظر بگیرند. اکنون عموماً پذیرفته شده است که دین ودایی تاریخی پیشینه‌ای برای هندوئیسم مدرن است، اما این دو یکسان نیستند زیرا شواهد متنی نشان می‌دهند که تفاوت‌های چشمگیری بین این دو وجود دارد. این تفاوت‌ها شامل اعتقاد به جهان پس از مرگ به جای مفاهیم تناسخ و سامسارا است که بعدها توسعه یافتند.الگو:صفحه مورد نیاز با این حال، در حالی که «معمولاً آموزش داده می‌شود که آغاز هندوئیسم تاریخی از حدود آغاز عصر مشترک است»، زمانی که «گرایش‌های کلیدی، عناصر حیاتی که در سنت‌های هندو گنجانده می‌شوند، به طور جمعی گرد هم آمدند»، برخی از محققان اصطلاح «هندوئیسم» را شامل وادیسم و برهمانیسم، علاوه بر سنتز اخیر، در نظر گرفته‌اند.

## خاستگاه و توسعه

### دین ودایی هندوآریایی
دین ودایی به باورهای دینی برخی از قبایل هندوآریایی ودایی، آریاها، که پس از فروپاشی تمدن دره سند به منطقه دره رود سند در شبه‌قاره هند مهاجرت کردند، اشاره دارد. دین ودایی و برهمانیسم بعدی، بر اسطوره‌ها و ایدئولوژی‌های آیینی وداها متمرکز است، و از اشکال آگامیک، تانتریک و فرقه‌ای دین هندی متمایز است که به اقتدار منابع متنی غیرودایی متوسل می‌شوند. دین ودایی در وداها شرح داده شده و با ادبیات ودایی حجیم، از جمله اوپانیشادهای اولیه، که توسط مکاتب مختلف روحانی تا دوران مدرن حفظ شده‌اند، مرتبط است. این دین در دشت غربی گنگ در دوره ودایی اولیه از حدود ۱۵۰۰–۱۱۰۰ پیش از میلاد وجود داشت، و در دوره ودایی متأخر (حدود ۱۱۰۰–۵۰۰ پیش از میلاد) به برهمانیسم توسعه یافت. دشت شرقی گنگ تحت سلطه مجموعه دیگری از هندوآریایی‌ها بود که ایدئولوژی برهمایی بعدی را رد کرده و منجر به پیدایش جینیسم و بودیسم و امپراتوری مائوریا شد.

#### ریشه‌های هندواروپایی و التقاط
هندوآریایی‌ها گویشوران شاخه‌ای از خانواده زبان‌های هندواروپایی بودند که در فرهنگ سینتاشتا سرچشمه گرفت و در فرهنگ آندرونووو توسعه یافت و به نوبه خود از فرهنگ کورگان استپ‌های آسیای مرکزی نشأت گرفت.دوره پیشنهادی رایج برای عصر ودایی اولیه به هزاره دوم پیش از میلاد بازمی‌گردد.
باورها و اعمال ودایی دوران پیشاکلاسیک ارتباط نزدیکی با دین فرضی دین هندواروپایی بدوی داشت، و ارتباطاتی با آیین‌های فرهنگ آندرونووو نشان می‌دهد که مردم هندوآریایی از آن نشأت گرفته‌اند. به گفته آنتونی، دین هندی باستان احتمالاً در میان مهاجران هندواروپایی در منطقه تماس بین رود زرافشان (ازبکستان کنونی) و ایران (کنونی) پدید آمد. این دین "مخلوطی التقاطی از عناصر قدیمی آسیای مرکزی و عناصر جدید هندواروپایی" بود که "باورها و اعمال دینی متمایزی" از فرهنگ باختر-مرو (BMAC) وام گرفته بود. این تأثیر التقاطی حداقل توسط ۳۸۳ واژه غیرهندواروپایی که از این فرهنگ وام گرفته شده‌اند، از جمله خدای ایندره و نوشیدنی آیینی سوما، قابل تشخیص است. به گفته ساموئل، این الهیات التقاطی در دوره بعد، در دین ودایی منعکس شد.

#### دوره ودایی
متون ودایی در دوره ودایی (الگو:حدوداً ۱۵۰۰–۵۰۰ پیش از میلاد) در شمال غربی هند سروده شدند. این متون شامل چهار سامهیتا (ریگ ودا، یجور ودا، سامه ودا و آتاروا ودا) است که قدیمی‌ترین آن‌ها ریگ ودا است که قدمت آن به حدود ۱۵۰۰–۱۲۰۰ پیش از میلاد می‌رسد. وداها، آیین‌های قربانی و الهیات مرتبط را در خود جای داده‌اند.
دین ودایی اولیه از طریق ریگ ودا توصیف شده است و به خدایانی مانند دیائوس (احتمالاً یک خدای آسمان هندواروپایی پیشین)، ایندره (خدای جنگ، تندر و باران)، آگنی (الهه آتش و قربانی)، سوریا (خدای خورشید) و وارونه (خدای نظم و قانون) پرستش می‌کرد. ریتا مفهوم مهم نظم و حقیقت بود و قربانی‌ها (یاجنا) روش اصلی عبادت بودند که در آن پیشکش‌ها به آتش ریخته می‌شد و برای خدایان آوازهای ودایی خوانده می‌شد.
در دوره ودایی متأخر (حدود ۱۱۰۰–۵۰۰ پیش از میلاد)، برهمانیسم ظهور کرد. برهمانیسم ایدئولوژی آیین قربانی و اهمیت اجتماعی طبقه برهمن بود. آیین‌های قربانی بزرگ توسط پادشاهان انجام می‌شد و شامل پیشکش و بازخوانی فرموله‌های ودایی می‌شد.
در دوره ودایی متأخر، متون جدیدی نیز توسعه یافتند که شامل برهماناها و اوپانیشادها بودند. برهماناها تفاسیر منثور آیین‌های ودایی بودند که معنای آن‌ها را تشریح می‌کردند و دستورالعمل‌هایی برای اجرای آن‌ها ارائه می‌دادند. اوپانیشادها بحث‌های فلسفی و مفاهیم جدیدی را ارائه می‌دادند.

## ویژگی‌ها
دین ودایی به قربانی و آیین‌ها، به ویژه یجنا (قربانی آتش) با زمزمه مانتراها، متکی بود. خدایان و الهه‌های ودایی شامل ایندره، آگنی و وارونه بودند و همچنین عناصر طبیعت مانند آتش، خورشید و باد.
مفهوم ریتا (نظم، حقیقت) نقش محوری داشت.
در دوره ودایی متأخر، تغییرات قابل توجهی رخ داد که منجر به ظهور برهمانیسم شد. آیین‌های قربانی پیچیده‌تر شدند و اهمیت طبقه برهمن (روحانیون) افزایش یافت. اوپانیشادها مفاهیم فلسفی جدیدی را ارائه می‌دادند که بر برهمن (روح نهایی) و آتمان (خود فردی) تأکید داشتند.
مفهوم سامسارا (چرخه تولد و مرگ) و کارما (عمل و عواقب آن) در اوپانیشادها ظهور کرد، اگرچه به‌طور کامل توسعه نیافت. این مفاهیم در هندوئیسم بعدی نقش مهمی پیدا کردند.

## روابط با ادیان بعدی
دین ودایی باستانی، پیشینه‌ای برای هندوئیسم است، و به‌طور قابل توجهی با هندوئیسم مدرن متفاوت است. برخی از آیین‌های ودایی، مانند هاوان، هنوز هم در هندوئیسم امروزی انجام می‌شوند، اما خدایان و تأکیدات متفاوت هستند. در دین ودایی، خدایانی مانند ایندره، آگنی و وارونه اهمیت زیادی داشتند، در حالی که در هندوئیسم امروزی، خدایانی مانند ویشنو، شیوا و دوی اهمیت بیشتری دارند.
مفاهیم سامسارا و کارما که در هندوئیسم مرکزی هستند، تنها در اواخر دوره ودایی ظاهر شدند و به‌طور کامل توسعه نیافتند. مفهوم موکشا (آزادی از چرخه تولد و مرگ) نیز در اوپانیشادها توسعه یافت.
برهمانیسم که از دین ودایی متأخر نشأت گرفت، تأثیر عمده‌ای بر شکل‌گیری هندوئیسم داشت. با این حال، هندوئیسم امروزی همچنین شامل سنت‌های دینی غیرودایی است که از مناطق مختلف شبه‌قاره هند ناشی می‌شوند.

## پیوندهای بیرونی
- دین ودایی - World History Encyclopedia
- دین ودایی - Encyclopedia Britannica